# Luisa Maneri
Annaluisa Pesce Maneri (Roma, 14 aprile 1960) è un'attrice e drammaturga italiana.

## Biografia
È conosciuta come interprete del film Compagni di scuola nel ruolo di Gloria Montanari e della soap opera Agrodolce nel ruolo di Beatrice Serio.
Ha recitato nel film drammatico Con... fusione del 1980.
È inoltre attrice e autrice di testi teatrali. Nel 2012 ha portato sul palcoscenico Maneggiare con cura da lei stessa scritto e interpretato.

## Filmografia

### Cinema

Luisa Maneri ne Il vizietto (1978)

- Lezioni private, regia di Vittorio De Sisti (1975)
- Il conto è chiuso, regia di Stelvio Massi (1976)
- Il vizietto, regia di Édouard Molinaro (1978)
- La settima donna, regia di Franco Prosperi (1978)
- Armonica a bocca, regia di Piero Natoli (1979)
- Con... fusione, regia di Piero Natoli (1980)
- Camping del terrore, regia di Ruggero Deodato (1987)
- Renegade - Un osso troppo duro, regia di Enzo Barboni (1987)
- Compagni di scuola, diretto da Carlo Verdone (1988)
- Chi c'è c'è, regia di Piero Natoli (1988)
- Casablanca Express, regia di Sergio Martino (1989)
- Il gatto nero, regia di Luigi Cozzi (1989)
- Gli assassini vanno in coppia, regia di Piero Natoli (1990)
- Cattiva, regia di Carlo Lizzani (1991)
- Prima le donne e i bambini, regia di Martina D'Anna (1992)
- Senza sosta, regia di Tommaso Agnese (2006)
- Mi chiamo Maya, regia di Tommaso Agnese (2015)
- Affittasi vita, regia di Stefano Usardi (2019)

### Televisione
- L'enigma delle due sorelle, regia di Mario Foglietti – miniserie TV (1980)
- Ferragosto ok, regia di Sergio Martino – film TV (1986)
- Don Gnocchi - L'angelo dei bimbi, regia di Cinzia TH Torrini – film TV (2004)
- Agrodolce – serie TV (2008)
- Distretto di Polizia – serie TV, episodio 9x17 (2009)
- La vita contro, regia di Tommaso Agnese – film TV (2012)
- Fedeltà, regia di Andrea Molaioli e Stefano Cipani – serie Netflix, episodi 1x01-1x06 (2022)

### Cortometraggi
- Senza sosta, regia di Tommaso Agnese (2006)
- Appena giovani, regia di Tommaso Agnese (2007)
- Adele, regia di Giuseppe Francesco Maione (2017)